# This War Is Ours
| Recensione           | Giudizio |
| -------------------- | -------- |
| Under The Gun Review |          |

This War Is Ours è il secondo album in studio del gruppo musicale statunitense Escape the Fate, pubblicato il 21 ottobre 2008.
Si tratta del primo album registrato con il cantante Craig Mabbitt, entrato nel gruppo in seguito alla dipartita di Ronnie Radke.

## Promozione
Tra la fine del mese di agosto e il 2 settembre 2008, gli Escape the Fate pubblicarono sul proprio profilo Myspace un countdown relativo a una particolare iniziativa in cui il gruppo avrebbe pubblicato un brano inedito non appena 50.000 fan si fossero connessi contemporaneamente alla loro pagina di Buzznet. Dopo circa 30 ore dalla partenza del progetto, il gruppo rese disponibile per il download gratuito il brano The Flood. Questo brano è stato successivamente incluso nel videogioco Rock Band nel pacchetto "Warped Tour".
Il 1º ottobre 2008 il gruppo pubblicò il videoclip del brano This War Is Ours (The Guillotine II).

## Tracce
Testi e musiche di Escape the Fate e John Feldmann, eccetto dove indicato.
1. We Won't Back Down – 3:30
2. On to the Next One – 3:08
3. Ashley – 3:27
4. Something – 3:38
5. The Flood – 3:33
6. Let It Go – 3:29
7. You Are So Beautiful – 2:47
8. This War Is Ours (The Guillotine II) – 4:26
9. 10 Miles Wide – 2:47 (Escape the Fate, Josh Todd)
10. Harder Than You Know – 4:20 (Escape the Fate, John Feldmann, Josh Todd)
11. It's Just Me – 4:56

Traccia bonus nell'edizione europea
1. Harder Than You Know (Acoustic) – 4:20

Contenuto bonus nell'edizione deluxe
- CD

1. Bad Blood (B-Side) – 4:17 (Escape the Fate)
2. Behind the Mask (B-Side) – 3:15 (Escape the Fate)
3. Harder Than You Know (Acoustic) – 4:20
4. This War Is Mine (Clown Remix) – 5:41

- DVD

1. The Flood – 3:49
2. Something – 3:40
3. 10 Miles Wide – 3:15
4. This War Is Ours (The Guillotine Part II) – 5:31
5. Escape the Fate "Behind the Music" – 15:11
6. European Tour Documentary – 25:29

## Formazione
Gruppo
- Craig Mabbitt – voce, cori
- Monte Money – chitarra, cori
- Max Green – basso, cori
- Robert Ortiz – batteria, cori

Altri musicisti
- John Feldmann – arrangiamento strumenti ad arco, programmazione, percussioni, voce aggiuntiva, cori
- Matt Appleton – corni, ukulele, charango, tastiera, cori aggiuntivi
- Julian Feldmann – voce aggiuntiva
- Jess Neilson – flauto
- Kyle Moorman – cori, kalimba (traccia 11)
- Benji Madden – cori
- Josh Todd – voce (tracce 9 e 10)

Produzione
- John Feldmann – produzione, registrazione, missaggio
- Matt Appleton – ingegneria del suono
- Kyle Moorman – ingegneria del suono
- Joe Gastwirt – mastering
- John Nicholson – ingegneria alla batteria
- Casey Howard – direzione artistica, illustrazione

## Classifiche
| Classifica (2008)         | Posizione massima |
| ------------------------- | ----------------- |
| Australia                 | 33                |
| Stati Uniti               | 35                |
| Stati Uniti (alternative) | 8                 |
| Stati Uniti (catalog)     | 34                |
| Stati Uniti (digital)     | 14                |
| Stati Uniti (independent) | 2                 |
| Stati Uniti (rock)        | 12                |
| Stati Uniti (sales)       | 35                |